# Reiko
Reiko es un personaje en la serie de videojuegos de lucha Mortal Kombat. Es un hombre severo y serio con el pelo blanco y negro, ojos encendidos azules y una fuerte inclinación hacia la brutalidad. Tiene un tatuaje parecido a una máscara negra sobre sus ojos.
Hizo su primera aparición en Mortal Kombat 4, aunque sin una historia real y definitiva. Al llegar las entregas posteriores, en la PlayStation 2, le fue asignado el cargo de general del ejército de Shao Kahn.

## Historia

### Mortal Kombat 4/Mortal Kombat Gold

#### Biografía
Fue general del ejército de Shinnok cuando dirigía a sus fuerzas en el ataque contra los dioses ancestrales. Se pensó que había muerto durante aquel ataque pero misteriosamente vuelve y se une a la batalla contra las fuerzas de Earthrealm.

#### Movimientos Especiales
- Shuriken: Desenfunda una estrella ninja y haciéndola rotar la lanza, el arma cortará al oponente y hará expulsarle sangre.
- Tele Puerto de Caída: Mientras realiza un salto se desvanece en un destello de luz, aparece donde él desee con otro destello y con su puño apuntando al rostro del oponente.
- Tele Puerto de Alzamiento: Mientras realiza un salto se desvanece en un destello de luz, aparece donde él desee con otro destello.
- Tele Puerto Circular: Da una voltereta y desaparece en un destello, aparece con otro destello y soltando una patada en medio del aire.
- Patada Giratoria: A corta distancia del oponente, él da una voltereta y adelantando su pierna lo golpea y aleja.

#### Arma
- Garrote Plano

#### Fatality
- Desmembramiento: A poca distancia del oponente, lanza un gancho que arrebata el brazo al oponente, otro gancho arranca la pierna y una última patada lo parte en dos.
- Lanzamiento Múltiple de Shuriken: Desenfundando de ambos brazos sus pares de estrellas ninjas, cuando las lance caerán sobre el oponente, lo irán acribillando y harán caer sobre el campo desangrándose.

#### Final
Reiko aparece delante de una pared en la cual se abre un portal violeta, él entra y llega hacia un palacio aparentemente de Shao Khan, rodeado por antorchas camina hacia un trono, se sienta en el y baja en su cabeza el casco de Shao Khan el cual libra un destello al situarse en Reiko.

### Mortal Kombat X Comics
Reiko no participó en Mortal Kombat X, pero ha sido un antagonista destacado en la serie de cómics de 2015 basada en el juego, sirviendo como asesor de Mileena mientras secretamente intenta usar a Mileena para reclamar el trono de Mundo Exterior como propio. Su historia de fondo allí lo muestra como el sucesor del trono de Shao Kahn después de los eventos de MK9, una profecía que fue falsa después de que Quan Chi había usado a Kahn como una herramienta para su dominio y el de La Tierra y Mundo 
Exterior planeados por él y Shinnok. Reiko intenta suicidarse como resultado antes de ser detenido por Havik, lo que lleva a eventos como el asesinato de Scorpion, la maldición de Jacqui Briggs y Cassie Cage, y la corrupción de Shujinko y Raiden, todos con las dagas "Kamidogu", pero él mismo aparentemente es asesinado en batalla por Kotal Kahn, Mileena y Ermac, hasta que Havik llegó para salvar a Reiko al traer a un Raiden poseído con él para capturar a Johnny, Sonya, Kotal, Ermac y Mileena. Habiendo sobrevivido y capturado a los cinco guerreros que se le oponen, Reiko finalmente cumple su reinado de sangre, como un nuevo Dios de la Sangre. Resulta que Havik lo había estado usando todo el tiempo, ya que el poder del Dios de sangre le quitó la vida a Reiko y derritió su cuerpo.

## Mortal Kombat 1

### Historia
En la nueva era de Liu Kang, Reiko quedo huérfano de niño, durante la Guerra de Kafallah. Aunque fue capturado, su espíritu permaneció intacto y así sobreviviendo. Fue acogido por el General Shao y lo convirtió su segundo a mando.
Reiko aparece en la historia como el 2° contrincante de Raiden, y es derrotado. Posteriormente es encontrado en el banquete junto al General Shao que organizo la Emperatriz Sindel. Reiko aparece nuevamente en el carnaval que se da en el Mundo Exterior, donde se ve interrumpido por Reptile, junto a Li Mei lograr encontrarlo y desatan un combate el cual ambos pierden.
Posteriormente Liu Kang visita el mundo exterior para avisar sobre la traición del General Shao, es escoltado por las Umgadi junto a Li Mei y alli se ve interrumpido por Reiko y Motaro únicamente para sacar a Liu Kang del Mundo Exterior. Al no aceptar, se ve obligado a atacar a Li Mei y Liu Kang. Mas tarde se une al ejército del General Shao junto a Goro, Rain y Nitara donde se ve obligado a enfrentarse a la Emperatriz Sindel, siendo esta la ultima vez que apareció en la historia.

## Recepción
Reiko ocupó el puesto 42 en la lista de UGO de los 50 mejores personajes de Mortal Kombat en 2012. Hardcore Gaming 101 dijo sobre el personaje: "A Reiko le gusta usar mucho el casco de Shao Kahn y tiene un atuendo nuevo más parecido al de Shao Kahn y usa un martillo al igual que su antiguo maestro... Reiko tiene problemas". Gavin Jasper de Den of Geek calificó a Reiko último (73º) en su clasificación de 2015 de los personajes jugables de la serie, por lo que consideró el potencial desperdiciado de su historia con respecto a su conexión con Shao Kahn: "Reiko es como abrir el mayor regalo en Navidad solo para ver que tienes un par de calcetines usados". WhatCulture lo clasificó decimocuarto en su selección de 2015 de los veinte peores personajes de la serie.
- Datos: Q3932210